# Bernard Fauconnier
Bernard Fauconnier (Bures-sur-Yvette, 5 de dezembro de 1922 - Rennes, 17 de março de 2015) foi um virólogo francês e membro da Academia Nacional de Medicina da França.

## Publicações selecionadas
- Perto de uma centena de publicações científicas em revistas internacionais e locais
- Mais de uma dezena de romances
- Biografias do seu pai (Henri Fauconnier, Prémio Goncourt), entre elas: 
  - La fascinante existence d'Henri Fauconnier, Prix Goncourt 1930, GD Edition, 2003 ISBN 2912598095
  - Barbezieux, sur les pas de ses écrivains, Le Croît Vif, editora, 2008
  - Un prix Goncourt à Rades, Mémoires de notre temps, editora, 2005
- Referido no Dictionnaire des écrivains de Bretagne, de J. e B. Le Nail, Keltia graphic, editora, 1999